# Teucholabis bigladius
Teucholabis bigladius är en tvåvingeart som beskrevs av Alexander 1942. Teucholabis bigladius ingår i släktet Teucholabis och familjen småharkrankar.
Artens utbredningsområde är Peru. Inga underarter finns listade i Catalogue of Life.